# Klumphand
Eine Klumphand ist eine angeborene Fehlbildung des Unterarms. Diese Form einer longitudinalen Hypoplasie kann durch eine Unterentwicklung (Hypoplasie) oder das Fehlen (Aplasie) des Radius und des I. Strahls der Hand, sog. radiale Klumphand (Radiusaplasie) oder durch eine Hypo- oder Aplasie der Ulna als sog. ulnare Klumphand (Ulnare Hemimelie) verursacht werden.

## Epidemiologie

Verschiedene Ausprägungen der radialen Klumphand. Die Speiche ist zunehmend verkümmert, bis sie vollständig fehlt. Deutlich erkennbar ist die damit einhergehende zunehmende Abwinkelung der Hand.

Die Angaben über die Häufigkeit einer Klumphand schwanken zwischen 1:100.000 bis 11:100.000 Lebendgeburten. Die Wahrscheinlichkeit einer Klumphand ist somit um ein bis zwei Größenordnungen geringer als bei einem Klumpfuß (ca. 1:1000).
Je nach Autor beträgt das Verhältnis zwischen Manus vara und Manus valga bei 3:1 bis 18:1. Auch für die Häufigkeit des beidseitigen Auftretens einer Klumphand schwanken die Angaben zwischen 22 und 60 %.
Bis 1917 waren lediglich etwa 200 Fälle in der Literatur beschrieben. Adolf Stoffel (1880–1937) und seine spätere Frau Edda Stempel beschrieben 1909 nach der Autopsie von neun Kinderleichen die pathologischen Veränderungen im Detail.
Bei den Geburtenjahrgängen von 1960 bis 1962 stieg die Häufigkeit von Neugeborenen mit einer radialen Klumphand dramatisch an. Die Ursache war die Einnahme von Contergan (Wirkstoff: Thalidomid) durch die werdenden Mütter während der Schwangerschaft. Das Verhältnis Knaben zu Mädchen lag bei 2:1 und bei doppelseitiger Klumphand zu einseitiger bei etwa 4:1.

## Ätiologie
Die radiale Klumphand tritt in den meisten Fällen spontan auf. Es gibt einige ältere Berichte über familiäre Häufungen, allerdings geht man heute davon aus, dass eine Klumphand – als eigenständige Fehlbildung – nicht erblich ist. Sehr wohl gibt es einige seltene Syndrome genetischen Ursprungs, die als einen mehrerer Phänotypen zu einer kongenitalen Klumphand führen können.
Die Fehlstellung der Hand wird bei der Manus vara durch einen verkürzten oder dünneren, teilweise auch durch einen fehlenden Radius (Radiusaplasie) und bei der Manus valga durch eine verkürzte, dünnere oder fehlende Ulna hervorgerufen. Entsprechend weicht die betroffene Hand von der Normalstellung aus betrachtet in radialer beziehungsweise ulnarer Richtung ab. Statistisch gesehen ist der Radius häufiger als die Ulna betroffen, weshalb es mehr Fälle von Manus vara als von Manus valga gibt.
Die Fehlbildung von Radius oder Ulna kann in einer Reihe von genetisch bedingten Syndromen ihre Ursache haben. Zu einer radialen Klumphand können unter anderem das Rothmund-Thomson-Syndrom, das TAR-Syndrom, das Holt-Oram-Syndrom, das De-Toni-Fanconi-Syndrom, das Nager-Syndrom  (Dysostosis arcofacialis), das VATER-Syndrom (V: Vertebral defects, A: Anal atresia, T: Tracheal-esophageal fistula, E: Esophageal atresia, R: Radial and renal dysplasia) und das Baller-Gerold-Syndrom führen.
Eine ulnare Klumphand kann unter anderem durch das Femur-Fibula-Ulna-Syndrom, das Cornelia-de-Lange-Syndrom, das Weyers-Oligodaktylie-Syndrom, das Akrokallosale Syndrom (Schinzel-Syndrom), eine ulnofibulare Dysplasie und das Pillay-Syndrom hervorgerufen werden.
Bei der Einnahme von Contergan lag die sensible Phase zwischen dem 43. und 45. Tag nach der letzten Menstruation. Neben Thalidomid können auch andere Noxen während der Embryonalphase zu radialen Klumphänden führen. Das Alkylans Busulfan erzeugt bei Ratten am 9. Schwangerschaftstag Ulnardefekte und am 10. Schwangerschaftstag Radialdefekt am Rattenembryo.

## Diagnose

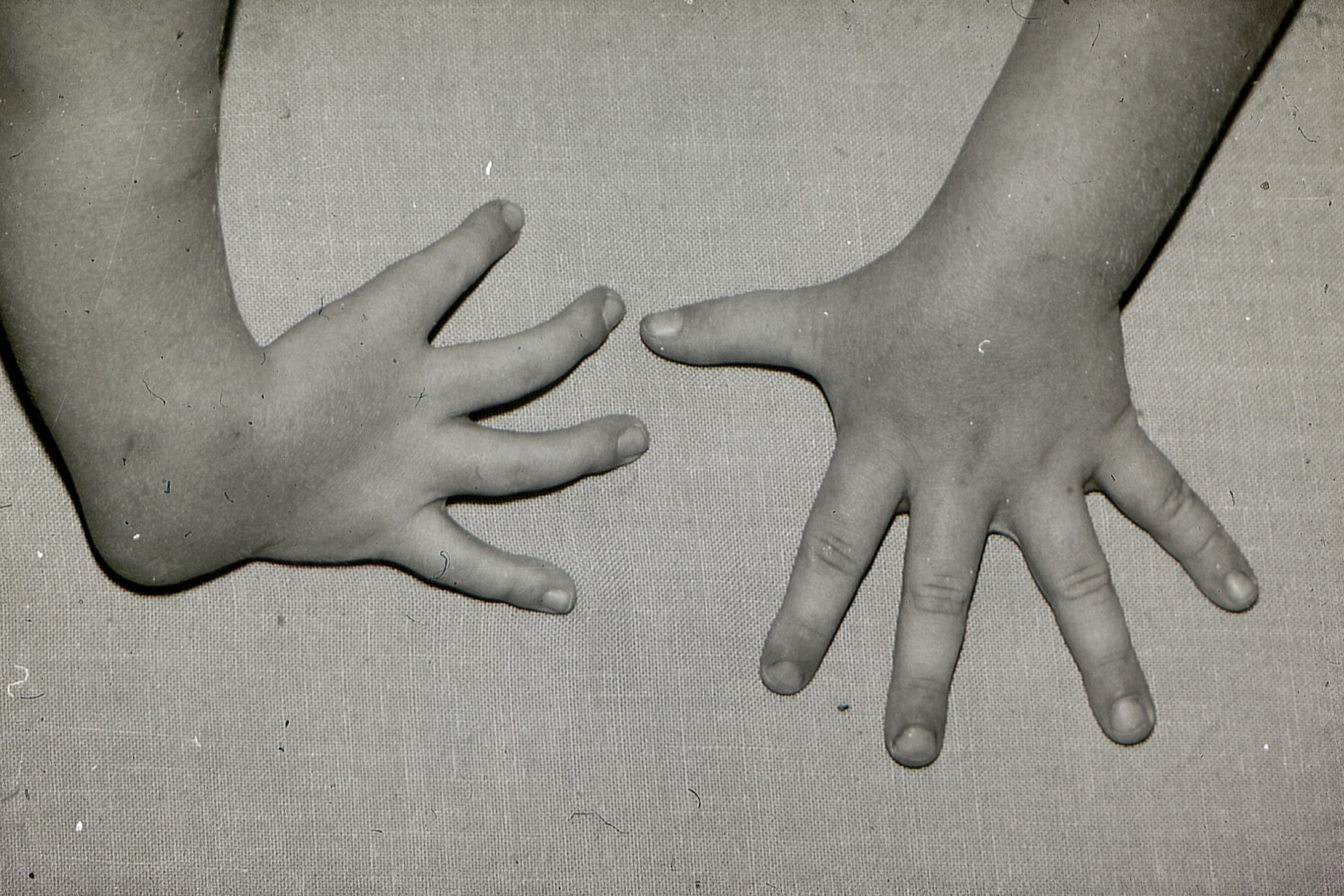
Kongenitaler Radiusdefekt mit fehlendem Daumen

Eine Klumphand ist im klinischen Erscheinungsbild durch den verkürzten Arm und den nach innen (radiale Klumphand) oder nach außen (ulnare Klumphand) verbogenen Unterarm sehr auffällig. Die Fehlstellung kann individuell sehr unterschiedlich ausgeprägt sein. Der Ellbogen kann beispielsweise vollständig steif sein (Ankylose) oder eine Instabilität aufweisen. Die ulnaren Finger können fehlen und die übrigen Finger des betroffenen Armes eine Syndaktylie oder eine Kamptodaktylie aufweisen. Im Röntgenbild sind die skelettalen Fehlstellungen und Fehlbildungen von Hand, Handgelenk und Ellbogengelenk, sowie deren Ausmaß gut sichtbar und für die Auswahl der therapeutischen Maßnahmen wichtig.
Die Fehlbildungen sind nicht auf die Unterarm- und Handknochen beschränkt. Weichteilanomalien, wie beispielsweise eine fehlende Arteria ulnaris oder auch eine Arteria radialis sind möglich, wobei dann oft eine zentrale persistente Arterie vorhanden ist. Auch ein fehlender Nervus ulnaris wird oft beobachtet.

## Therapie
Die Behandlung einer Klumphand kann konservativ oder operativ erfolgen.
Leichtere Formen einer Klumphand werden üblicherweise konservativ behandelt. Das Ziel dieser Therapieform ist es der Kontraktur entgegenzuwirken und so die betroffene Hand in die Längsachse des Armes einzustellen sowie die Verkürzung des Armes zu kompensieren. Dies wird durch eine Fixierung des Armes mit Gipsverband oder Schiene, schon vom ersten Lebenstag des Patienten an, versucht. Die konservative Behandlung ist allerdings häufig nur bei leichteren Fehlstellungen erfolgreich. Größere Fehlstellungen lassen sich meist nur durch operative Eingriffe korrigieren. Korrekturen im Bereich der Hand können im ersten Lebensjahr erfolgen und individuell sehr unterschiedlich ausfallen. Typisch sind Trennung der Finger bei Syndaktylie, Rotationsosteotomie, das Entfernen von rudimentären knöchernen Anteilen, Pollizisation (Bildung eines Daumens) und Transfer von Fingerknochen. Eingriffe an Unterarm und Ellbogen werden üblicherweise nicht vor der Pubertät ergriffen, um die Wachstumsfugen nicht zu gefährden. Eine Ausnahme ist die Klumphandoperation nach Walter Blauth. Sie kann schon im Vorschulalter durchgeführt werden. Dabei werden die Weichteile am Handgelenk durchtrennt und die Ulna in die Handwurzel eingebolzt. Durch diese Korrektur der Fehlstellung und die gleichzeitige Erzeugung einer fibrösen Ankylose wird versucht die Gebrauchsfähigkeit der Hand zu erhöhen. Andere Interventionen im Bereich von Unterarm und Ellbogen sind: Exzision der fibrokartilagären Ulnaanlage, Radius-pro-Ulna-Fusion, Ulnaverlängerungsosteotomie, Korrekturosteomie des Radius, Radiuskopfresektion und Umstellungsosteotomie des synostosierten Ellbogens.